# Saint-Valery-sur-Somme
Saint-Valery-sur-Somme je francouzská obec v departementu Somme v regionu Hauts-de-France. V roce 2010 zde žilo 2 818 obyvatel.